# Bibio dispar
Bibio dispar är en tvåvingeart som beskrevs av Ignaz Rudolph Schiner 1868. Bibio dispar ingår i släktet Bibio och familjen hårmyggor.
Artens utbredningsområde är Colombia. Inga underarter finns listade i Catalogue of Life.